# Aldehuela (Cáceres)
Aldehuela (en extremeño L’Aldegüela) es una localidad española, pedanía del municipio de Pinofranqueado, perteneciente a la provincia de Cáceres, en la comunidad autónoma de Extremadura.

## Geografía
Esta pequeña alquería de la comarca de Las Hurdes está ubicada al norte de la provincia de Cáceres, en la vertiente sur de la Peña de Francia, en el valle formado por el río Esperabán, que nace en sus inmediaciones, al sur de sierra de la Corredera y al este de la sierra de Gata.
Pertenece al partido judicial de Granadilla y el núcleo urbano más cercano es Las Erías. El acceso ser ealiza por la carretera local CC-155 que tiene su inicio en la autonómica EX-204, de Salamanca a Coria a la altura de Pinofranqueado (PK 42+970) finalizando en el puerto de Esperabán.

## Historia
Cuenta con restos de época prerromana y algunos grabados rupestres. A mediados del siglo XIX, el lugar, una alquería de Pinofranqueado, tenía contabilizada una población de 102 habitantes. Aparece descrito en el primer volumen del Diccionario geográfico-estadístico-histórico de España y sus posesiones de Ultramar de Pascual Madoz de la siguiente manera:

ALDEHUELA: alq. de la prov. de Cáceres (20 leg.), part. jud. de Granadilla (5), del concejo de Pino-Franqueado en el terr. de las Hurdes: sit. al pie del puerto dicho del Esparaban, en un llanito y á la izq. de un arroyuelo sin nombre; ventilada por todos los aires menos por el N.: clima frio pero sano; forma ayunt. y parr. con las demas alq. del concejo: tiene 25 casas de un solo piso, bajo y miserable, que forma 4 mal llamadas calles agrupadas irregularmente sin alineacion ni empedrado. Confina el térm. por N. con Bijuela, E. con las Heridas; S. con Pino Franqueado, alq. todas del mismo concejo, y por O. con Robledillo, en el inmediato part. de Hoyos: dist. los confines desde 1/4 á una leg.; lo riega el arroyo ya referido, producto de las elevadas montañas del N. del que se sirven los vec. para todos sus usos; corre de N. a S. y entra muy pronto en el r. Angeles, que muere después en el Alagon como todos los de la comarca: el terreno es sumamente áspero, quebrado, pobre y montañoso, cubierto de brezo y madroño: los caminos malísimos como de sierra y hurdes: prod.: centeno, aceite, vino de parrales, castañas, lino, frutas y legumbres; todo muy escaso; se mantiene algun ganado cabrio, vacuno, grangeria de colmenas y mucha caza mayor y menor: pobl.: 25 vec.: 102 alm.: su riqueza, contr. y presupuesto estan computados con el concejo en general.
(Madoz, 1845, p. 511)

## Demografía
En el año 1981 contaba con 127 habitantes, concentrados en el núcleo principal, pasando a 33 en 2009.

## Patrimonio
En la localidad se da la arquitectura popular hurdana, donde destacan los corrales o majadas, elemento muy característico de la zona.